# Kolham-Achterdiep
Kolham-Achterdiep is een voormalig waterschap in de Nederlandse provincie Groningen in de gemeente Midden-Groningen.
Het schap lag halverwege de dorpen Kolham en Achterdiep, op de grens tussen de voormalige gemeenten Hoogezand-Sappemeer en Slochteren. 
Waterstaatkundig gezien ligt het gebied sinds 2000 binnen dat van het waterschap Hunze en Aa's.